# Jinson Johnson
Jinson Johnson (* 15. März 1991 in Chakkittapara, Kerala) ist ein indischer Leichtathlet, der sich auf den 800- und 1500-Meter-Lauf spezialisiert hat. Er hält über beide Distanzen den indischen Landesrekord und 2018 siegte er über 1500 Meter bei den Asienspielen in Jakarta.

## Sportliche Laufbahn
Erste internationale Erfahrungen sammelte Jinson Johnson 2015 bei den Asienmeisterschaften in Wuhan, bei denen er in 1:49,69 min die Silbermedaille über 800 Meter hinter dem Katari Musaeb Abdulrahman Balla gewann. Bei den Militärweltspielen im südkoreanischen Mungyeong gelangte er bis in das Halbfinale. 2016 qualifizierte er sich für die Olympischen Spiele in Rio de Janeiro, bei denen er mit 1:47,27 min in der Vorrunde ausschied. 2017 gewann er bei den Asienmeisterschaften in Bhubaneswar die Bronzemedaille über 800 Meter in 1:50,07 min. 2018 nahm Johnson zum ersten Mal an den Commonwealth Games im australischen Gold Coast teil und belegte dort über 1500 Meter mit neuem indischen Landesrekord von 3:37,86 min den fünften Platz. Ende August nahm er erstmals an den Asienspielen in Jakarta teil und siegte dort in 3:44,72 min über 1500 Meter. Zudem gewann er im 800-Meter-Lauf in 1:46,35 min die Silbermedaille hinter seinem Landsmann Manjit Singh. 2019 konnte er seinen Finallauf über 800 Meter bei den Asienmeisterschaften in Doha nicht beenden. Über 1500 Meter qualifizierte er sich zudem für die Weltmeisterschaften in Doha, bei denen er mit 3:39,86 min im Vorlauf ausschied. Anschließend belegte er bei den Militärweltspielen in Wuhan in 3:49,34 min den fünften Platz. Nach einer zweijährigen Wettkampfpause ist es seit 2022 wieder aktiv und gelangte im Jahr darauf mit :46,91 min auf Rang elf bei den Asienmeisterschaften in Bangkok. Im Oktober gewann er dann bei den Asienspielen in Hangzhou in 3:39,74 min die Bronzemedaille hinter dem Katerer Mohamad al-Garni und seinem Landsmann Ajay Kumar Saroj.
Johnson absolvierte ein Studium am Baselius College Kottayam. 2023 wurde er indischer Meister im 1500-Meter-Lauf.

## Persönliche Bestzeiten
- 800 Meter: 1:45,65 min, 27. Juni 2018 in Guwahati (indischer Rekord)
- 1500 Meter: 3:35,24 min, 1. September 2019 in Berlin (indischer Rekord)